# 王振聲 (同治進士)
王振聲（1852年—？），字劭農，直隸省順天府通州（今北京市通州區）人，清朝政治人物、進士出身。

## 生平
同治元年，鄉試中舉。同治十三年（1874年），登進士，次年改會典館協修。光緒二十五年，任都水司員外郎。光緒二十六年，任工部製造庫郎中。次年，任江西道監察御史。光緒二十八年，任陝西道監察御史、河南道監察御史。光緒二十九年，任會試同考官。后任徽州府知府。